# Вінер ЕВ
Вінер ЕВ (нім. Wiener Eislauf-Verein) — австрійський хокейний клуб з Відня. Окрім хокею, в клубі розвивають фігурне катання, ковзанярський спорт (окремі клуби).

## Досягнення
Чемпіон Австрії (14 разів) : (1923, 1924, 1925, 1926, 1927, 1928, 1929, 1930, 1931, 1933, 1937, 1947, 1948, 1962).
Чемпіон Німеччини : 1940 року.

## Історія

### Хокей
Вперше «ковзанів каналу» згадують в 1803 році. Це був час, коли у Відні взимку по неділях в руслі віденського нойштадського каналу (сьогодні місцевість вокзалу Wien-Mitte) грали на ковзанах з приходом ночі зі смолоскипами хлопці Відня та Гунтрамсдорфа.
Зимою канал ставав льодовим майданчиком № 1 в Австрії, в 1867 році заснований перший аматорський клуб на орендованих протягом перших місяців року частини каналу».
У 1900 році була споруджена будівля Віденського ковзанкового товариства за сучасною адресою Johannesgasse, 28. Перед будівлею було розташоване відкрите поле для ковзання. У 1960 році будівля була розібрана, на її місці був побудований готель Інтерконтіненталь.
Хокейний клуб заснований в 1914 році. З 1923 року виступає в чемпіонаті Австрії. Перші роки (з 1923 по 1931) австрійського чемпіонату обмежувались перемогами клуба з Відня. Також віденський клуб вигравав чемпіонат з 1933 по 1937 роки. Після аншлюсу грав у німецькій лізі. В 1940 році виграв чемпіонат Німеччини з хокею із шайбою (це була друга перемога австрійського клуба, в 1939 році чемпіонат Німеччини виграв інший віденський клуб «EK Енгельманн»).
Після війни, «EK Енгельманн» переїхав на арену Віденської асоціації фігурного катання. «Вінер ЕВ» в 1947 і 1948 здобули чергові золоті нагороди чемпіонату Австрії. У 1948 році відбулось злиття двох клубів з Відня «Wiener Eissport-Gemeinschaft» (WEG). Ця команда вигравала три чемпіонати поспіль (1949, 1950, 1951). У 1951 році команди повертаються до оригінальних назв. «EK Енгельманн» в 1956 і 1957 роках ще здобуває два титули чемпіонів Австрії для столиці. «Вінер ЕВ» в цей час переживав важкі часи, лише у 1962 році «Вінер ЕВ» виграє австрійський хокейний чемпіонат в останній раз в своїй історії (найвідомий гравець цього часу канадець Адельберт Сент Джон).
1966 «Вінер ЕВ» переїхала на новий стадіон на Дунаї Дунайпаркгалле. Цей зал був спочатку побудований для міжнародної виставки садівництва в 1964 році. Місткість стадіону склала близько 3300 глядачів.
У сезоні 1979/80 хокейний клуб «Вінер ЕВ» зайняв друге місце, воротар віденців Прохазка пропустив шайбу в останньому матчі, яка коштувала чемпіонського титулу. Після невдалого сезону 1983/84 років віденці вилітають в Національну лігу (2-й дивізіон). Команда повертається у вищий дивізіон наступного сезону. А в сезоні 1985/86 займають останнє місце. На щастя, вони залишись у вищому дивізіоні. В сезоні 1987/88 вони посідають друге місце.
Сезон 1990/91 років був останній сезон у Дунайпаркгалле. Ковзанка була знесена для будівництва споруди для всесвітньої виставки EXPO 1995. Хокейна команда «Вінер ЕВ» переїхала до Hopsagasse. Цей зал збирав відносно мало глядачів.
У 1992 році два найсильніших хокейних клубів Відня, «Вінер ЕВ» і ВАТ Штадлау були на межі виживання. В зв'язку з чим клуби були об'єднані в ЕК «Відень». ЕК «Відень» в сезоні 1992/93 перейменували в КЕ «Відень» (Clubeissport Wien). 1995 року КЕ «Відень» переїхав до побудованого для чемпіонату світу з хокею 1996 року Альберт-Шульц-Галле. Після кількох років посереднього виступу, клуб з маркетингових міркувань був перейменований. А в 1999/2000 роках права на клуб перейшли до Anschutz Entertainment Group (AEG), під керівництвом американського мільярдера Філіпа F. Аншютцю, це був останній сезон клубу в такому вигляді. В клубі залишились команди U-14, U-16 та U-20, які грали в своїх вікових категоріях. У сезоні 2003/04 років знову створили нову команду для виступу в Національній лізі.

### Фігурне катання
Фігурне катання в клубі з великим успіхом розвивалось в 1950-х і 1960-х роках. Жінки-одиночниці того часу: Ганна Ейгель, Регіне Гайтцер, Клаудія Крістофіч-Біндер, Ганна Вальтер, Інгрід Вендль, серед чоловіків Данцер  Еммеріх та Вольфганг Шварц, парне катання Сіссі Шварц і Курт Оппельт. Клуб фінансував тренерів, підготовку на льоду, забезпечував двома парами ковзанів на рік.

### Ковзанярський спорт
Катання на ковзанах в районі порту на Вінер-Нойштадт канал має сторічну традицію з 1867 року. Після багатьох забудов на цьому місці, архітектура була збережена як і збережена традиція кататися на льоду просто неба. 

## Відомі гравці
- Вадим Сливченко